# Рок-Порт (Міссурі)
Рок-Порт (англ. Rock Port) — місто (англ. city) в США, в окрузі Атчісон штату Міссурі. Населення — 1278 осіб (2020).

## Географія
Рок-Порт розташований за координатами 40°24′39″ пн. ш. 95°31′59″ зх. д. / 40.41083° пн. ш. 95.53306° зх. д. (40.410911, -95.533087).  За даними Бюро перепису населення США в 2010 році місто мало площу 7,18 км², уся площа — суходіл.

## Демографія
Згідно з переписом 2010 року, у місті мешкало 1318 осіб у 588 домогосподарствах у складі 356 родин. Густота населення становила 184 особи/км².  Було 667 помешкань (93/км²).
Расовий склад населення:
| - 98,2 % — білих - 0,3 % — корінних американців |

До двох чи більше рас належало 1,4 %. Частка іспаномовних становила 1,9 % від усіх жителів.
За віковим діапазоном населення розподілялося таким чином: 21,4 % — особи молодші 18 років, 55,5 % — особи у віці 18—64 років, 23,1 % — особи у віці 65 років та старші. Медіана віку мешканця становила 46,3 року. На 100 осіб жіночої статі у місті припадало 91,3 чоловіків;  на 100 жінок у віці від 18 років та старших — 83,4 чоловіків також старших 18 років.
Середній дохід на одне домашнє господарство  становив 57 431 долар США (медіана — 38 824), а середній дохід на одну сім'ю — 72 139 доларів (медіана — 51 786). Медіана доходів становила 48 750 доларів для чоловіків та 31 553 долари для жінок. За межею бідності перебувало 10,7 % осіб, у тому числі 10,0 % дітей у віці до 18 років та 10,0 % осіб у віці 65 років та старших.
Цивільне працевлаштоване населення становило 633 особи. Основні галузі зайнятості: освіта, охорона здоров'я та соціальна допомога — 25,9 %, транспорт — 16,1 %, роздрібна торгівля — 9,2 %, мистецтво, розваги та відпочинок — 6,5 %.